# Georges Lyvet
Ne doit pas être confondu avec Georges Livet.
Georges Lyvet, né le 24 août 1906 à Bourg-en-Bresse dans le département de l'Ain et mort le 15 juin 1944 à Lyon, est un résistant français.

## Biographie
En représailles d'une évasion de détenus malades, de l'hôpital allemand de La Croix-Rousse, quatre autres détenus sont tués par les allemands, dont Georges Lyvet. Les trois autres individus étaient René Israël, Noël Juneau et un inconnu. Tous les quatre étaient détenus, car tous membres du mouvement armé de Résistance, Francs-tireurs et partisans.

## Hommages

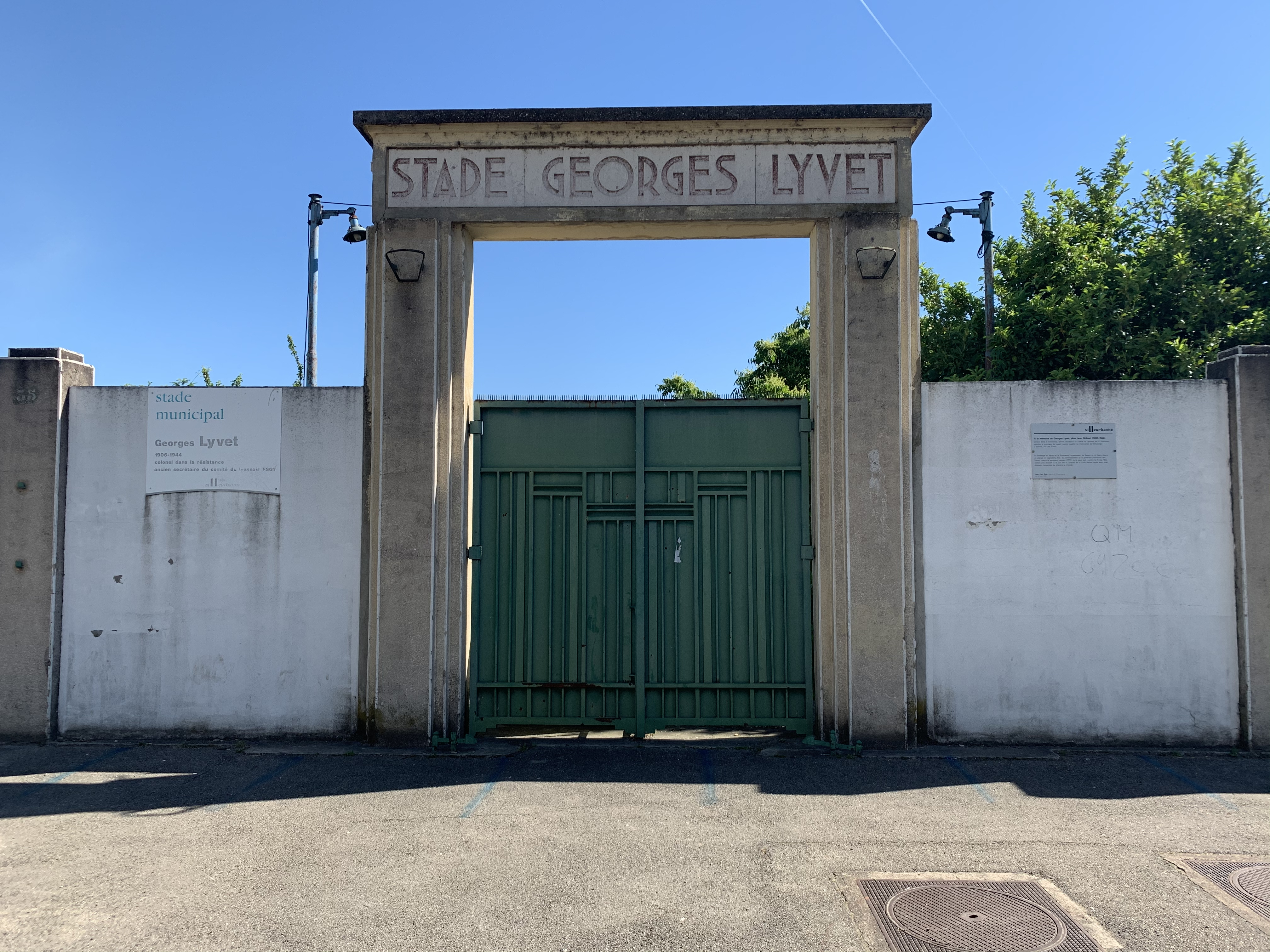
L'entrée du Stade Georges-Lyvet à Vileurbanne.

- Une plaque commémorative est apposée à l'entrée de l'hôpital de la Croix-Rousse[1]. Cette plaque fait l'objet d'une cérémonie annuelle au cours de laquelle, le lieu est fleuri[2].

- Il y a un stade Georges-Lyvet, à Villeurbanne, à proximité du métro Laurent Bonnevay - Astroballe. En juin 2013, une plaque commémorative portant la mention « À la mémoire de Georges Lyvet, alias Jean Rolland (1906-1944) » et apposée sur le fronton d'entrée du stade est inaugurée en présence de la fille de Georges Lyvet ainsi que de Jean-Paul Bret[3].

- Il y a une rue Georges-Lyvet, à Vénissieux.

- Il y a un centre de vacances Georges-Lyvet à Fontcouverte-la-Toussuire (Savoie).

- Il y a une Montée Georges-Lyvet à Couzon-au-Mont-d'Or.
- Une esplanade a été inaugurée au nom de Georges Lyvet à Grigny-sur-Rhône (Rhône)